# 임재당
임재당(任再堂, 1686-1726)은 보성 출신으로 선생의 일기인 갑진일록(甲辰日錄)은 현존 최장의 도망시(悼亡詩)로 알려져 있다. 갑진록은 자식이 없이 떠난 풍산 홍씨 부인을 생각하며 쓴 일기로 최근 인문학의 신연구주제가 되었다. 유교적 틀안에서의 조선 선비의 부인에 대한 애틋한 마음을 엿볼 수 있다. 갑진록과 관련해서는 2017년에 개최된 '임재당 도망시 학술대회' 등의 자료를 살펴볼 수 있다.